# Доње Гадимље
Доње Гадимље (алб. Gadime e Ulët) је насеље у општини Липљан, Косово и Метохија, Република Србија.

## Становништво
| Демографија | Демографија | Демографија |
| Година      | Становника  | Становника  |
| ----------- | ----------- | ----------- |
| 1948.       | 1.058       |             |
| 1953.       | 1.427       |             |
| 1961.       | 1.612       |             |
| 1971.       | 1.967       |             |
| 1981.       | 2.633       |             |
| 1991.       | 3.243       |             |